# Georg Hendrik Witte

Georg Hendrik Witte um 1880

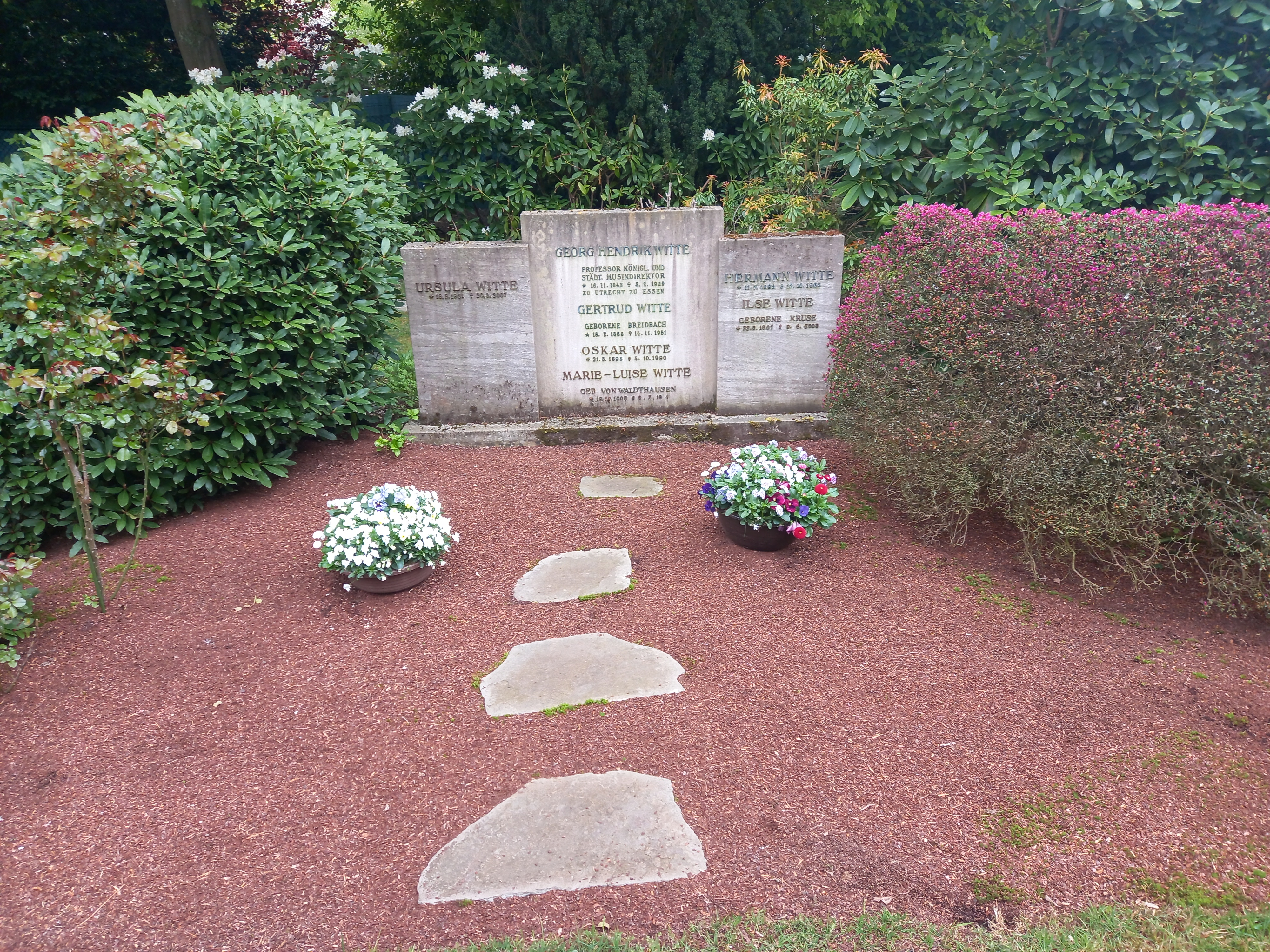
Das Grab von Georg Hendrik Witte und seiner zweiten Ehefrau Gertrud geborene Breidbach im Familiengrab auf dem Friedhof Bredeney in Essen

Georg Hendrik Witte (* 16. November 1843 in Utrecht/Niederlande; † 3. Februar 1929 in Essen) war ein niederländischer Professor, Komponist, Königlicher und Städtischer Musikdirektor sowie Leiter des Musikvereins in Essen. Er prägte maßgeblich das Musikleben der Stadt Essen.

## Leben
Witte wurde als drittes Kind des deutschen Orgelbauers Christian Gottlieb Friedrich Witte (1802–1873) und Dorothea Antoinetta geb. Lagers (1810–1884) geboren. Seine Brüder waren Johann Frederik (1840–1902), Georg Hendrik I (1842–1842), Johann Christiaan (1845–1909), Rudolf (1847–1847) und Rudolph (1850–1905).
Witte wuchs in Utrecht auf. Frühzeitig ging er seinen Neigungen zur Musik nach. Nach Schulabschluss studierte er von Mai 1859 bis Juli 1862 an der Königlichen Musikschule in Den Haag in den Fächern Klavier, Geige und Orgel. Zu seinen Lehrern gehörten W. F. G. Nicolai (Orgel, Komposition) und Charles van der Does (Klavier).
Witte setzte sein Musikstudium am Leipziger Konservatorium fort (1862–1865). Zu seinen Lehrern zählten Ignaz Moscheles, Carl Reinecke, Moritz Hauptmann sowie Ernst Friedrich Richter. In dieser Zeit entstanden auch die ersten veröffentlichten Kompositionen. Von 1867 bis 1869 hielt er sich als Nachfolger von Franz Stockhausen in Thann, Elsass, auf, wo er höheren Töchtern Musikunterricht erteilte und ein Blasorchester leitete. Danach kehrte er nach Leipzig zurück. Bei Ausbruch des Deutsch-Französischen Krieges suchte Witte sein Elternhaus in Utrecht auf und trat dort mit Kammermusik und Orgelkonzerten auf. Da er in den Niederlanden keine berufliche Perspektive sah, entschied er sich für eine Rückkehr nach Leipzig.
Auf Empfehlung von Carl Reinecke übernahm Witte im November 1871 als Nachfolger von Philipp B. Rüfer die Stelle des Leiters des 1838 gegründeten Musikvereins in Essen, die er bis zum Ausscheiden aus dem aktiven Dienst im Jahr 1911 innehatte. Die Entwicklung des Musiklebens in Essen ging einher mit der stürmischen wirtschaftlichen und industriellen Entwicklung der Stadt. Die von Witte ausgesprochene Einladung an Johannes Brahms, den er besonders verehrte, zu einem dem Komponisten gewidmeten Konzert am 2. März 1884 war für Essen ein musikalisches Großereignis. Brahms willigte ein zu einem Honorar von 600 Mark, „die gerne überschritten werden dürfen“.
Am 26. Mai 1882 wurde Witte zum preußisch-königlichen Musikdirektor ernannt. Die Stadt Essen stellte dem Vokalensemble des von Wilhelm Nedelmann 1838 gegründeten Essener Musikvereins ein entsprechendes Orchester zur Seite und richtete am 1. April 1899 für den Chorleiter Georg Hendrik Witte das Amt des Städtischen Musikdirektors ein. Aus diesem 42-köpfigen, von Witte geleiteten Städtischen Orchester bildeten sich die heutigen Essener Philharmoniker. Zu seinen weiteren Initiativen zählt der Neubau des Städtischen Saalbaus, der 1904 im Rahmen eines zweitägigen Musikfestes in Anwesenheit von Richard Strauss eröffnet wurde. Am 29. Mai 1905 wurde Witte zum Königlichen Professor ernannt.
Vom 26.–28. Mai 1906 fand in Essen die Jahrestagung des „Allgemeinen Deutschen Musikvereins“ (ADMV) und des „42. Deutschen Tonkünstlerfestes“ statt, mit dessen Durchführung Witte beauftragt wurde. Im Mittelpunkt stand dabei die Uraufführung der 6. Sinfonie von Gustav Mahler unter der Leitung des Komponisten. Wittes Nachfolger als städtischer Musikdirektor wurde 1911 Hermann Abendroth.
Im Rahmen der Chorarbeit richtete Witte für den Nachwuchs die sog. „kleine Chorschule“ mit wöchentlichen Unterrichtsstunden ein. Seine dabei gewonnenen Erkenntnisse und Erfahrungen fanden Eingang in die 1920/21 fertiggestellte wissenschaftlich–pädagogische Arbeit über „Theorie und Praxis in der Musik – Beiträge zur Pflege des Tonbewusstseins mit praktischen Winken und Ratschlägen für den  Anfangsunterricht in der Musik“. Es fand sich in der Nachkriegszeit jedoch kein Verlag interessiert am Druck dieser Arbeit, dessen Manuskript verloren gegangen ist.
In den späteren Jahren seiner Tätigkeit musste sich Witte gegenüber Gegnern und Kritikern an den Konzertprogrammen zur Wehr setzen, die mit der Gründung der „Musikalischen Gesellschaft“ und durch deren eigene Konzertveranstaltungen dem Essener Musikverein und dessen Leiter Konkurrenz machten.

## Familie
Witte heiratete 1874 in Essen Maria Elbers (1852–1891), Tochter des Rechtsanwaltes Friedrich Wilhelm Elbers und Anna Adelheid, geb. Brügelmann. Die ein Jahr später geborene Tochter, Johanna, starb bereits einen Monat nach der Geburt. Seitdem blieb die Ehe kinderlos. Nach dem Tod von Maria heiratete Witte 1892 Gertrud Breidbach (1868–1951), Tochter des Josef Breidbach (1831–1913) und dessen Frau Clara Caroline Henriette, geb. Grindel (1843–1911). Aus dieser Ehe gingen drei Kinder hervor: Hermann Witte (1893–1965), Oskar Witte (1895–1990) und Marianne Witte verh. Schmidt (1897–1977).
Witte verstarb am 3. Februar 1929 an den Folgen einer Bronchitis. In Anerkennung seiner Verdienste hat die Stadt Essen 1930 im sogenannte Tonkünstlerviertel im Essener Südviertel die ehemalige Gärtnerstraße in Wittestraße – heute Hendrik-Witte-Straße – umbenannt. Hendrik Witte wurde auf dem Friedhof Bredeney beigesetzt.

## Kompositorisches Werk
Das gedruckte kompositorische Werk von Witte umfasst Kompositionen mit und ohne Opus Angaben. Die frühen Werke entstanden während des Aufenthaltes in Leipzig. Die aus dieser Zeit bekanntesten Kompositionen sind die 1868 entstandenen und Johannes Brahms gewidmeten Walzer für das Pianoforte zu vier Händen, das preisgekrönte Klavierquartett A-Dur, op. 5 sowie das Quintett für Streichinstrumente und Horn (1871).
Als reifstes Werk gilt das 1889 in Essen erstaufgeführte und bei Tischer & Jagenberg erschienene Violinkonzert D-Dur, op. 18, das in einem Konzert am 15. Februar 1916 im Kölner Gürzenich von Adolf Busch gespielt wurde. Die am 14. Juli 1874 in Essen unter der Leitung des Komponisten aufgeführte Konzert-Ouvertüre für Orchester ist ebenso verschollen wie das unbekannte Werk mit der Bezeichnung von opus 9. Wittes Kompositionen sind im Stil der „Leipziger Schule“ geschrieben. Sie besitzen im Urteil von Gaston Dejmek eine „Ausgeglichenheit feingliedriger Formalen, die Flüssigkeit harmonisch gebundenen Satzes,  den empfindsamen Ausdruck alles Gesanglichen.“

## Werkverzeichnis

### Mit Opusangaben
- Walzer für das Pianoforte, op. 1 – Anna Mehlig gewidmet, Breitkopf & Härtel 1865/66
- Drei Tonstücke für das Pianoforte zu vier Händen, op. 2 – Clara Schumann gewidmet, G.F. Peters
- Walzer für das Pianoforte, op. 3 – Charles van der Does zugeeignet, Bremen, Praeger & Meier
- Vier Impromptus für das Pianoforte, op. 4 – Ignaz Moscheles gewidmet, Bremen, Praeger & Meier (1866)
- Quartett in A-Dur für Pianoforte, Violine, Viola und Violoncello, op. 5 – Carl Reinecke zugeeignet, Bremen, Praeger & Meier, 1867 (neue Ausgabe bei Merton Music, No. 4738)
- Fünf Lieder für Sopran oder Tenor mit Begleitung des Pianoforte, op. 6 – Josef Schild zugeeignet, Bremen, Praeger & Meier
- Walzer für das Pianoforte zu vier Händen, op. 7 – Johannes Brahms zugeeignet, Bremen, Praeger & Meier, 1868
- Sonatine C-Dur für Pianoforte zu vier Händen, op. 8 – Marie Mertzdorff, Cécile Paraf und Jeanne Schayer zugeeignet, Leipzig, E.W. Fritzsch
- Drei Lieder für eine Singstimme mit Begleitung des Pianoforte, op. 10 – Ida Eichhoff zugeeignet, Bremen, Paeger & Meier
- Deux morceaux characteristiques pour le piano, op. 11, Bremen, Praeger & Meier
- Concert für Violoncello, op. 12 (1877)
- Zwei Charakterstücke für das Pianoforte, op. 13 – Carl Heymann zugeeignet, Bremen, Praeger & Meier
- Drei Stücke für Pianoforte und Violoncell, op. 14 – W.F.G. Nicolai zugeeignet, (Preiskomposition), Leipzig, J. Rieter-Biedermann
- Sonate für Pianoforte und Violoncell, op. 15 – Adolphe Fischer zugeeignet (Preiskomposition),
- Elegie für Violine und Orchester, op. 16 – Joseph Joachim zugeeignet, Bremen, Praeger & Meier (Neudruck herausgegeben von H.-J. Witte, 2011)
- An die Sonne! Für gemischten Chor und Orchester oder Pianoforte, op. 17 – Gedicht aus Paul Heyse’s Roman Die Kinder der Welt, dem Andenken einer theueren Entschlafenen gewidmet, Bremen, Praeger & Meier
- Konzert für Violine D-Dur, op. 18, Tischer & Jagenberg, Köln 1914

### Ohne Opusangaben
- Avondlied für Singstimme mit Begleitung des Pianoforte
- Nachts, Dichtung von O. Rocquette, für Singstimme mit Begleitung des Pianoforte
- Festmarsch – zur Feier des 13. Dezember 1881, für Pianoforte zu vier Händen
- Bearbeitung von Allegretto alla Polacca aus der Serenade op.8 von L. van Beethoven für das Pianoforte
- 25 Clavier-Etüden von J.B. Cramer
- Choralbuch – im Anschluss an das evangelische Gesangbuch für Rheinland und Westfalen, Dezember 1894/1900
- Drei Lieder aus „Der Trompeter von Säckingen“ nach Texten von Josef Victor von Scheffel
- Quintett für Streichinstrumente & Horn

Die meisten Kompositionen wurden zu Lebzeiten von Witte mehrfach in öffentlichen Konzerten aufgeführt. Inzwischen sind sie weitgehend in Vergessenheit geraten, als gedruckte Noten vergriffen und zumeist nur noch antiquarisch erhältlich. Der größte Teil des kompositorischen Nachlasses befindet sich im Familienarchiv der Witte Nachkommen. Der Imagekatalog der Musikabteilung der Staatsbibliothek Berlin enthält unter Musikbücher und Noten I ebenfalls einen bedeutenden Teil der Werke, die dort fälschlicherweise unter dem Namen Georg Heinrich Witte katalogisiert sind.
In der virtuellen Petrucci-Musikbibliothek von International Music Score Library Project (IMSLP) werden die Noten folgender Werke von G.H. Witte angeboten:
- Walzer für das Pianoforte, op. 1
- Drei Tonstücke für das Pianoforte zu vier Händen, op. 2
- Klavierquartett A-Dur, op. 5
- Fünf Lieder für Sopran oder Tenor mit Begleitung des Pianoforte, op. 6
- Walzer für das Klavier zu vier Händen, op. 7
- Sonatine C-Dur für Pianoforte zu vier Händen, op. 8
- Deux morceaux caractéristiques pour le piano, op. 11
- Zwei Charakterstücke für das Pianoforte, op. 13
- Drei Stücke für Violoncello und Klavier, op. 14
- Elegie für Violine und Orchester, op. 16
- An die Sonne für gemischten Chor und Orchester oder Klavier, op. 17
- Konzert für Violine und Orchester D-Dur, op. 18
- Avondlied für Singstimme
- Nachts für Singstimme
- Quintett für Streichinstrumente & Horn. op.post.
- Festmarsch für Pianoforte zu 4 Händen, op. post.